# Henry Dunant
Henry Dunant, născut Jean-Henri Dunant, (n. 8 mai 1828, Geneva, Geneva, Elveția – d. 30 octombrie 1910, Heiden, Cantonul Appenzell Extern, Elveția) a fost un om de afaceri elvețian și umanist de formație creștină. Fondează în 1862 "Comitetul internațional al asociațiilor de ajutorare pentru îngrijirea răniților" care din 1876 poartă numele Comitetul internațional al Crucii Roșii. Convențiile de la Geneva din 1864 acceptă și asimilează ideile publicate de Dunant în lucrarea Eine Erinerung an Solferino (în traducere literală, „O amintire de la Solferino”). În 1901 a fost primul laureat al Premiului Nobel pentru Pace, împreună cu Frédéric Passy.